# Hexatoma (Eriocera) multicolor
Hexatoma (Eriocera) multicolor is een tweevleugelige uit de familie steltmuggen (Limoniidae). De soort komt voor in het Oriëntaals gebied.